# Erlach (Simbach am Inn)
Erlach ist ein Gemeindeteil der Stadt Simbach am Inn und eine Gemarkung im niederbayerischen Landkreis Rottal-Inn.

## Lage
Das Pfarrdorf Erlach liegt etwa einen Kilometer nordöstlich von Simbach am Inn an der Bundesstraße 12. Der Inn befindet sich im Süden in einer Entfernung von etwa einem Kilometer.

## Geschichte
Der Ortsname erscheint erstmals als Herilacha auf einer Urkunde aus dem frühen 11. Jh., in der der Edelherr Fritilo einen Tausch mit Bischof Berengar von Passau festhält. Es liegt althochdeutsch erila (‚Erle‘) mit Suffix -aha (‚Gewässer bei den Erlen‘) zugrunde.
Der Ort gehörte zur Obmannschaft Winklham und wurde 1811 Mittelpunkt des Steuerdistriktes Erlach, aus dem 1821 die Ruralgemeinde Erlach des Landgerichtes Simbach hervorging, welche 34 Ortsteile umfasste. Im Zuge der Gebietsreform in Bayern kam die Gemeinde Erlach am 1. Januar 1972 zur Stadt Simbach am Inn.
Ursprünglich eine eigenständige Pfarrei, wurde um 1200 der Pfarrsitz nach Kirchdorf am Inn verlegt. 1841 Expositur, entstand die Pfarrei Erlach 1898 neu.

## Sehenswürdigkeiten
- Pfarrkirche Mariä Himmelfahrt: Der einschiffige Backsteinbau wurde um 1500 vollendet. Der spätromanische Turm aus Tuffsteinquadern mit spätgotischem achteckigen Aufbau besitzt eine barocke Laternenkuppel von 1740. Die spätgotische Kirche mit eindrucksvollem Innenraum ist mit barocken Altären ausgestattet.

## Bildung und Erziehung
- Kindergarten St. Nikolaus

## Vereine
- Kath. Frauenbund Erlach
- Krieger- und Soldatenkameradschaft Erlach
- Freiwillige Feuerwehr Erlach
- Bayer. Bauernverband Ortsgruppe Erlach
- Pfarrcaritasverein Simbach / Erlach e.V.